# 準特急列車
準特急（日语：／ Jun tokkyuu */?）列車是日本私鐵其中一個列車類別。

## 概要
直至2020年，在日本所有鐵路公司中，只有京王電鐵設有列車類別。在過往，近畿日本鐵道和小田急電鐵曾設有準特急列車類別。
小田急電鐵在1959年新開設此列車類別，其特色是與特急列車的停車站一樣，但是一般使用準特急班次的特急型車輛比特急班次為遜色。
近畿日本鐵道在1960年新開設此列車類別，其特色是比特急列車較多停車站，以及其列車與特急班次的列車有所不同。
近鐵使用了5個月準特急班次後，整合至特急班次。小田急在1963年，增添了特急車輛後，整合至特急班次。從此沒有日本鐵路公司使用準特急列車。此時，準特急一般是指比特急列車較多停車站，或停車站不相同，以及使用比一般的特急型車輛較遜色的車輛。
直到2001年起，京王電鐵為了使急行和通勤快速提升速度，在特急和急行中間，新設了準特急列車。在同等的列車中，大約與其他鐵路公司的「快速急行」差不多，但使用「準特急」的列車類別還只是很少例子。此外，現時京王營運的準特急中，使用車種沒有特別限制。

## 現在還在使用準特急的鐵路公司

### 京王電鐵
在2001年3月的時間表修正中，為了行走新宿站至高尾山口站之間的急行（平日黃昏為通勤快速）提升速度而新設準特急。當時準特急的停車站中，除了停特急的停車站外，還增加分倍河原站、北野站。隨後，在2013年2月的時間表修正中，準特急的停車站中，增加高尾線的京王片倉站、山田站和狹間站。此時在高尾線內，準特急的停車站數目還比急行為多，出現了逆轉的現象。同時，特急停車站增加了分倍河原站和北野站。使在京王線內，特急與準特急的停車站是一樣的，因此，準特急列車中，除了來往高尾山口站的班次外，來往京王八王子站的班次整合至特急列車。但是，在2015年9月的時間表修正中，準特急停車站增加笹塚站、千歲烏山站，由於在京王線內，準特急與特急的停車站再次有差異，因此來往京王八王子站的準特急班次復活，同時增加來往相模原線的準特急班次。

## 過去使用準特急的鐵路公司

### 小田急電鐵
小田急電鐵準特急班次的前身是在1953年，當時設有對號座的服務急行列車（不用急行費用）。在1959年至1963年之間，為了補充在週末的特急列車把該急行列車升格至準特急列車。此列車的特徵與近鐵和京王不同，停車站與特急是完全相同，但由於當時小田急的特急型車輛不足，使準特急的班次使用次一等的車輛，其車內設備有所不同。當時準特急的使用車輛中，行走新宿站至小田原站之間不停站的車輛為半橫座車的2320形電動列車，以及為了特急降級而改造的2300形電動列車。此外在平日時，這些車輛會用作一般列車使用（不需要額外費用）。隨後，由於浪漫列車 NSE 3100形電動列車引入服務，並開始與浪漫列車 SE 3000形電動列車一同執行特急班次，因此準特急廢止。

### 近畿日本鐵道
在1960年1月20日的時間表修正中，近畿日本鐵道開設準特急班次，其停車站為停主要車站。在5個月後，在同年6月15日整合至特急班次，準特急班次被消滅。
當時，準特急的使用車輛中，包括10000系、2250系、6421系、6431系，與小田急一樣，是使用設備較遜色的車輛。
在現時近鐵特急中，包括旅客資訊之內，一般均不會劃分特急種類。在列車內部才區分為「乙特急」。此外，以「名阪不停站特急」為代表，在起點站至終點站之間不停站的列車稱呼為「甲特急」，在準特急運行的時期中，只會以特急稱呼這些不停站特急。